# Jean-François Balaudé
Jean-François Balaudé, né le 15 novembre 1963, est un universitaire français, spécialiste de philosophie ancienne, ancien président d'université et actuellement inspecteur général de l'éducation.  

## Biographie
Ancien élève de l'École normale supérieure (L 1983), agrégé de philosophie (1986), il a soutenu sa thèse à l’université Lille 3 en 1992 sous la direction de Jean Bollack et a obtenu une habilitation universitaire (HDR) en 1999, à l'Université Paris-Sorbonne.
Il commence sa carrière en 1991, comme agrégé-répétiteur à l’ENS, avant d'être nommé maître de conférences à l'université Paris-Nanterre en 1993. En 2000, il est nommé professeur des universités à l'Université de Reims, puis il est nommé à l'Université Paris-Nanterre en 2005, dont il dirige l'UFR de philosophie de 2010 à 2012. 

### Président de l'université de Nanterre
Il a été élu président de l'université Paris-Nanterre en avril 2012, en se présentant contre la présidente sortante, Bernadette Madeuf. L'un des principaux chantiers qui l'attendait était l'alignement de l'université avec la Loi relative aux libertés et responsabilités des universités (LRU). Il s'entoure de nouveaux vice-présidents, presque tous nouveaux dans l'université et est réélu en 2016, pour un mandat de quatre ans . Pendant son deuxième mandat, l'université Paris-Nanterre rejoint le réseau universitaire du campus Condorcet.

### Inspecteur général
Par décret du 24 juin 2022, il est nommé inspecteur général de l'éducation, du sport et de la recherche et devient doyen du groupe Philosophie en 2023.

## Publications
- Les Théories de la justice dans l'antiquité, Paris, Nathan, 1996, 128 p. (ISBN 2-09-190636-0).
- Le Vocabulaire des Présocratiques, Paris, Ellipses, 2002, 63 p. (ISBN 2-7298-1167-2).
- Le Vocabulaire d’Épicure, Paris, Ellipses, 2002, 70 p. (ISBN 2-7298-0978-3).
- Épicure et l'épicurisme, Paris, Presses universitaires de France, coll. « Que sais-je ? », 2007 (ISBN 978-2-13-054042-7).
- Le Savoir-vivre philosophique : Empédocle, Socrate, Platon, Paris, Grasset, 2010, 332 p. (ISBN 978-2-246-58581-7).

## Prix et récompenses
- 2016 : chevalier de l'ordre national du mérite